# Aurel Plasari
Aurel Plasari (ur. 16 września 1955 w Tiranie) – albański pisarz, tłumacz, krytyk literacki i publicysta, pochodzenia arumuńskiego.

## Życiorys
Pochodzi z rodziny prześladowanej politycznie w okresie komunizmu, jego ojcem był Anastas Plasari.
W 1989 ukończył studia z zakresu języka i literatury albańskiej na Uniwersytecie Tirańskim. Studia podyplomowe odbył w 1991 na Uniwersytecie Alcala. W latach 1995–1996 był stypendystą programu TEMPUS.

## Kariera zawodowa
W latach 1983–1992 pracował na stanowisku redaktora w czasopiśmie kulturalnym Nentori (Listopad). Od roku 1990 prowadził wykłady z literatury albańskiej dla studentów Uniwersytetu Tirańskiego, a także dla studentów Instytutu Pedagogicznego w Elbasanie. W latach 1993–1997 kierował czasopismem Hylli i Dritës. W 1998 został mianowany dyrektorem Biblioteki Narodowej w Tiranie. W 2011 uzyskał tytuł profesora. W lipcu 2014 został odwołany z funkcji dyrektora Biblioteki Narodowej i przeniesiony na stanowisko dyrektora Centrum Studiów Albanologicznych. W 2020 był jednym z sygnatariuszy protestu artystów przeciwko zburzeniu Teatru Narodowego w Tiranie.

## Twórczość
Aurel Plasari jest autorem prac poświęconych współczesnej kulturze albańskiej, a także tożsamości współczesnych Albańczyków. W eseju Vija e Teodosit rishfaqet (Linia Teodozjusza odkryta na nowo), który ukazał się w roku 1992 autor poszukiwał w czasach cesarza Teodozjusza I Wielkiego źródeł podziałów, istniejących do dziś w społeczeństwie albańskim. Duchownym katolickim przypisywał szczególną rolę w procesie europeizacji Albanii, wyrażając zarazem obawy przed jej orientalizacją, czego przejawem miały być zarówno rządy Envera Hodży, jak też współczesne działania islamskich fundamentalistów.
Plasari pisał także szkice krytyczne poświęcone twórczości Antona Harapiego, Mitrusha Kuteliego i Gjergji Fishty. W jego dorobku są także tłumaczenia literatury hiszpańskojęzycznej (Gabriel García Márquez), rosyjskiej (Fiodor Dostojewski) i rumuńskiej (Marin Sorescu). W roku 1980 był jednym z tłumaczy Wierszy i powieści poetyckich (Vjersha dhe poema të zgjedhura) Adama Mickiewicza na język albański.

## Odznaczenia i wyróżnienia
W 2014 został odznaczony orderem Nderi i Kombit, a w lipcu 2022 z rąk prezydenta Ilira Mety otrzymał Order Skanderbega. W 2007 odznaczony Orderem Zasług Republiki Włoskiej.

## Publikacje
- 1990: Don Kishoti zbret në Shqipëri dhe ese të tjera të letërsisë së krahasuar
- 1993: Letërsia dhe muret : dy përgjigje, një anketë
- 1993: Vija e Teodosit rishfaqet : nga do t'ia mbajnë shqiptarët?
- 1994: Anton Harapi i redimensus
- 1995: Kuteli midis të gjallëve dhe të vdekurve
- 1996: Fishta i dashuruari : (një aventurë e kritikës)
- 1997: Përballë një kulture të vdekjes (Wobec kultury śmierci)
- 1997: Plani i fshehtë për një Internacionale të re
- 1999: Biopolitika : a ekziston në Shqipëri?  (Biopolityka: czy istnieje w Albanii?)
- 2000: Fenomeni Voskopojë (Fenomen Voskopoja)
- 2001: Dhjetë ditë që nuk tronditën botën : arlekinadë (Dziesięć dni, które nie wstrząsnęły światem: arlekinada)
- 2002: Lufta e Trojës vazhdon : shënime nga kthimi (Wojna trojańska trwa: notatki z powrotu)
- 2005: Rrëmbimi i Europës : tri ese
- 2008: Alfabete në bibliotekë (Alfabet w bibliotece)
- 2010: Skënderbeu : një histori politike
- 2014: Shqipëria dhe shqiptarët në Europën e Piut II (Albania i Albańczycy w Europie Piusa II)
- 2020: Arbni: historik, gjeografik, kishtar dhe politik
- 2022: Barleti i hershëm sipas një dorëshkrimi të panjohur